# Oxycoleus piceus
Oxycoleus piceus är en skalbaggsart som beskrevs av Giesbert 1993. Oxycoleus piceus ingår i släktet Oxycoleus och familjen långhorningar.
Artens utbredningsområde är:
- El Salvador.
- Guatemala.

Inga underarter finns listade i Catalogue of Life.